# Distretto regionale di Nanaimo
Il distretto regionale di Nanaimo (RDN) è un distretto regionale della Columbia Britannica, Canada di 138.631 abitanti, che ha come capoluogo Nanaimo.

## Comunità
- Città e comuni
  - Lantzville
  - Nanaimo
  - Parksville
  - Qualicum Beach
- Villaggi e aree esterne ai comuni
  - Nanaimo A
  - Nanaimo B
  - Nanaimo C
  - Nanaimo D
  - Nanaimo E
  - Nanaimo F
  - Nanaimo G
  - Nanaimo H